# Kasperi Kapanen
Kasperi Kapanen (né le 23 juillet 1996 à Kuopio en Finlande) est un joueur professionnel finlandais de hockey sur glace. Il évolue actuellement au poste d'ailier droit avec les Oilers d'Edmonton dans la LNH.

## Biographie

### Carrière en club
Formé au Kalevan Pallo, il commence sa carrière professionnelle en 2012-2013 avec cette même équipe. Le 12 janvier 2013, lors de son second match en SM-liiga, il joue en compagnie de son père, Sami Kapanen, ils deviennent le second duo père-fils à jouer dans le même match dans l'histoire de la SM-liiga. Il est sélectionné en première ronde, en 25e position par le Barys Astana au cours du repêchage d'entrée dans la KHL 2013. Il est sélectionné au premier tour, en 22e position par les Penguins de Pittsburgh au cours du repêchage d'entrée dans la LNH 2014. Le 12 juillet 2014, il signe un contrat d'entrée dans la LNH avec les Penguins. 

#### Maple Leafs de Toronto
Le 1er juillet 2015, il est échangé aux Maple Leafs de Toronto dans une transaction incluant plusieurs joueurs dont Phil Kessel. Il joue son premier match dans la Ligue nationale de hockey le 29 février 2016 avec les Maple Leafs face au Lightning de Tampa Bay.
Le 8 avril 2017, il marque son premier but en carrière dans une victoire de 5-3 contre les Penguins de Pittsburgh.
Le 28 juin 2019, Kapanen signe un contrat de 3 ans et 9,6 millions de $ avec les Maple Leafs de Toronto.

#### Penguins de Pittsburgh
Le 25 août 2020, il est échangé aux Penguins de Pittsburgh avec Jesper Lindgren et Pontus Aberg en retour de Evan Rodrigues, David Warsofsky, Filip Hallander et un choix de 1re ronde en 2020.
Le 6 novembre 2021, il marque son premier tour du chapeau en carrière dans une défaite de 5-4 en tirs de barrage contre le Wild du Minnesota.

#### Blues de Saint-Louis
Lors de la saison 2022-2023, Kapanen obtient 20 points en 43 matchs avant d'être soumis au ballottage par les Penguins. Il est réclamé par les Blues de Saint-Louis le 25 février 2023.

### Carrière internationale
Il représente la Finlande au niveau international. Il est sélectionné pour son premier championnat du monde en 2018.

## Parenté dans le sport
Kasperi possède plusieurs hockeyeurs dans sa famille. Il est le fils de Sami Kapanen, le petit-fils de Hannu Kapanen, le neveu de Kimmo Kapanen et le petit-neveu de Jari Kapanen. Son frère Konsta et son cousin Oliver sont également joueurs professionnels.

## Vie personnelle
En dépit d'être né et de jouer dans la ville de Kuopio, en Finlande, Kapanen se considère comme un natif de Philadelphie, ayant passé une grande partie de ses années de formation dans la ville pendant que son père jouait pour les Flyers de Philadelphie. Quoi qu'il en soit, il se décrit comme un «gamin de Finlande». Kapanen vivait à Farmington, dans le Connecticut, et à Cary, en Caroline du Nord, avant le commerce de son père de la franchise Whalers d'Hartford/ Hurricanes de la Caroline.
Kapanen a passé des parties des saisons 2012-13 et 2013-14 à jouer avec son père pour KalPa dans la SM-liiga.

## Statistiques

### En club
| Saison     | Équipe                 | Ligue              |     | Saison régulière | Saison régulière | Saison régulière | Saison régulière | Saison régulière |   | Séries éliminatoires | Séries éliminatoires | Séries éliminatoires | Séries éliminatoires | Séries éliminatoires |
| Saison     | Équipe                 | Ligue              | PJ  | B                | A                | Pts              | Pun              | PJ               | B | A                    | Pts                  | Pun                  |                      |                      |
| 2010-2011  | Kalevan Pallo U16      | Jr. C SM-sarja Q   | 0   | 0                | 0                | 0                | 0                | -                | - | -                    | -                    | -                    |                      |                      |
| 2010-2011  | Kalevan Pallo U16      | Jr. C SM-sarja     | 26  | 14               | 8                | 22               | 10               | -                | - | -                    | -                    | -                    |                      |                      |
| 2011-2012  | Kalevan Pallo U16      | Jr. C SM-sarja Q   | 8   | 12               | 4                | 16               | 4                | -                | - | -                    | -                    | -                    |                      |                      |
| 2011-2012  | Kalevan Pallo U16      | Jr. C I-divisioona | 2   | 1                | 1                | 2                | 10               | 4                | 4 | 7                    | 11                   | 0                    |                      |                      |
| 2011-2012  | Kalevan Pallo U18      | Jr. B SM-sarja Q   | 2   | 0                | 0                | 0                | 2                | -                | - | -                    | -                    | -                    |                      |                      |
| 2011-2012  | Kalevan Pallo U18      | Jr. B SM-sarja     | 25  | 13               | 11               | 24               | 6                | 2                | 0 | 0                    | 0                    | 0                    |                      |                      |
| 2012-2013  | Kalevan Pallo U18      | Jr. B SM-sarja     | 3   | 3                | 3                | 6                | 0                | -                | - | -                    | -                    | -                    |                      |                      |
| 2012-2013  | Kalevan Pallo U20      | Jr. A SM-liiga     | 36  | 14               | 15               | 29               | 16               | -                | - | -                    | -                    | -                    |                      |                      |
| 2012-2013  | Kalevan Pallo          | SM-liiga           | 13  | 4                | 0                | 4                | 2                | 4                | 0 | 1                    | 1                    | 2                    |                      |                      |
| 2013-2014  | KalPa U18              | Jr. B SM-sarja     | 2   | 5                | 1                | 6                | 0                | 4                | 6 | 1                    | 7                    | 2                    |                      |                      |
| 2013-2014  | KalPa                  | Liiga              | 47  | 7                | 7                | 14               | 10               | -                | - | -                    | -                    | -                    |                      |                      |
| 2013       | KalPa                  | Trophée européen   | 6   | 3                | 0                | 3                | 16               | -                | - | -                    | -                    | -                    |                      |                      |
| 2014-2015  | KalPa                  | Liiga              | 41  | 11               | 10               | 21               | 14               | 5                | 0 | 5                    | 5                    | 2                    |                      |                      |
| 2014-2015  | Penguins de WBS        | LAH                | 4   | 1                | 1                | 2                | 0                | 7                | 3 | 2                    | 5                    | 0                    |                      |                      |
| 2015-2016  | Marlies de Toronto     | LAH                | 44  | 9                | 16               | 25               | 8                | 14               | 3 | 5                    | 8                    | 2                    |                      |                      |
| 2015-2016  | Maple Leafs de Toronto | LNH                | 9   | 0                | 0                | 0                | 2                | -                | - | -                    | -                    | -                    |                      |                      |
| 2016-2017  | Marlies de Toronto     | LAH                | 43  | 18               | 25               | 43               | 16               | 9                | 2 | 6                    | 8                    | 8                    |                      |                      |
| 2016-2017  | Maple Leafs de Toronto | LNH                | 8   | 1                | 0                | 1                | 0                | 6                | 2 | 0                    | 2                    | 0                    |                      |                      |
| 2017-2018  | Marlies de Toronto     | LAH                | 28  | 12               | 12               | 24               | 12               | -                | - | -                    | -                    | -                    |                      |                      |
| 2017-2018  | Maple Leafs de Toronto | LNH                | 38  | 7                | 2                | 9                | 4                | 7                | 1 | 0                    | 1                    | 0                    |                      |                      |
| 2018-2019  | Maple Leafs de Toronto | LNH                | 78  | 20               | 24               | 44               | 27               | 7                | 1 | 1                    | 2                    | 2                    |                      |                      |
| 2019-2020  | Maple Leafs de Toronto | LNH                | 69  | 13               | 23               | 36               | 22               | 5                | 0 | 2                    | 2                    | 14                   |                      |                      |
| 2020-2021  | Penguins de Pittsburgh | LNH                | 40  | 11               | 19               | 30               | 7                | 6                | 1 | 2                    | 3                    | 0                    |                      |                      |
| 2021-2022  | Penguins de Pittsburgh | LNH                | 79  | 11               | 21               | 32               | 16               | 7                | 0 | 3                    | 3                    | 2                    |                      |                      |
| 2022-2023  | Penguins de Pittsburgh | LNH                | 43  | 7                | 13               | 20               | 8                | -                | - | -                    | -                    | -                    |                      |                      |
| 2022-2023  | Blues de Saint-Louis   | LNH                | 23  | 8                | 6                | 14               | 10               | -                | - | -                    | -                    | -                    |                      |                      |
| 2023-2024  | Blues de Saint-Louis   | LNH                | 73  | 6                | 16               | 22               | 14               | -                | - | -                    | -                    | -                    |                      |                      |
| Totaux LNH | Totaux LNH             | Totaux LNH         | 460 | 84               | 124              | 208              | 110              | 38               | 5 | 8                    | 13                   | 18                   |                      |                      |

### En équipe nationale
| Année | Compétition                          |   | PJ | B | A | Pts | Pun | +/-                |  | Résultat |
| 2012  | Jeux olympiques de la jeunesse       | 6 | 4  | 2 | 6 | 2   | +3  | Médaille d'or      |  |          |
| 2012  | Mémorial Ivan Hlinka                 | 4 | 1  | 1 | 2 | 0   | +1  | Médaille d'argent  |  |          |
| 2013  | Championnat du monde moins de 18 ans | 7 | 5  | 3 | 8 | 4   | +4  | Médaille de bronze |  |          |
| 2014  | Championnat du monde moins de 18 ans | 5 | 1  | 1 | 2 | 0   | -3  | 6e place           |  |          |
| 2015  | Championnat du monde junior          | 5 | 1  | 0 | 1 | 0   | -1  | 7e place           |  |          |
| 2016  | Championnat du monde junior          | 7 | 2  | 3 | 5 | 2   | -2  | Médaille d'or      |  |          |
| 2018  | Championnat du monde                 | 8 | 3  | 0 | 3 | 0   | +1  | 5e place           |  |          |